# Liste der Kulturgüter in Meinisberg
Die Liste der Kulturgüter in Meinisberg enthält alle Objekte in der Gemeinde Meinisberg im Kanton Bern, die gemäss der Haager Konvention zum Schutz von Kulturgut bei bewaffneten Konflikten, dem Bundesgesetz vom 20. Juni 2014 über den Schutz der Kulturgüter bei bewaffneten Konflikten sowie der Verordnung vom 29. Oktober 2014 über den Schutz der Kulturgüter bei bewaffneten Konflikten unter Schutz stehen.
Es sind weder A-Objekte noch B-Objekte auf dem Gemeindegebiet ausgewiesen, Objekte der Kategorie C fehlen zurzeit (Stand: 20. März 2024). Unter übrige Baudenkmäler sind Objekte zu finden, die im Bauinventar des Kantons Bern als «schützenswert» verzeichnet sind.

## Übrige Baudenkmäler
Hinweis: Als Objekt-Identifikator (ID) wird die Grundstücksnummer verwendet.
| ID   | Foto |                                                              | Objekt                       | Typ | Standort                          | Beschreibung |
| ---- | ---- | ------------------------------------------------------------ | ---------------------------- | --- | --------------------------------- | ------------ |
| 55   | ja   | Datei hochladen · Wikidata zu Brunnen (1709) (Q133567491)    | Brunnen (1709)               | K   | Dorfplatz N.N. 593127 / 223209    |              |
| 746  | BW   | Datei hochladen                                              | Mühle (2. Viertel 19. Jh.)   | G   | Mühleweg 14 592727 / 223174       |              |
| 1605 | ja   | Datei hochladen · Wikidata zu Bauernhaus (1778) (Q133568659) | Bauernhaus (1778)            | G   | Hauptstrasse 78 593285 / 223218   |              |
| 1812 | BW   | Datei hochladen                                              | Speicher (2. Hälfte 18. Jh.) | G   | Hauptstrasse 112a 593646 / 223296 |              |
| 1989 | ja   | Datei hochladen · Wikidata zu Speicher (1731) (Q133570566)   | Speicher (1731)              | G   | Hintere Gasse 1c 593131 / 223259  |              |

Hinweis zur Legende: Anstelle der KGS-Nummer wird als Objekt-Identifikator (ID) die Grundstücksnummer verwendet.